# Polyalthiopsis
Polyalthiopsis là một chi cây gỗ thuộc họ Na, tông Miliuseae, phân bố tại châu Á. Phạm vi bản địa của Polyalthiopsis là miền Nam Việt Nam.

## Loài
Tại thời điểm công bố (2022), Plants of the World Online và NCBI công nhận các loài sau thuộc Polyalthiopsis:
1. Polyalthiopsis chinensis (S.K.Wu & P.T.Li) B.Xue & Y.H.Tan;
2. Polyalthiopsis floribunda (Jovet-Ast) Chaowasku, ban đầu được xếp vào Polyalthia[3] (cũng như đôi khi được xếp vào Huberantha) là loài điển hình (đặc hữu Việt Nam);
3. Polyalthiopsis verrucipes  (C.Y.Wu ex P.T.Li) B.Xue & Y.H.Tan.